# Ain Aicha
Ain Aicha  (in arabo عين عائشة‎?) è un centro abitato e comune rurale del Marocco situato nella provincia di Taounate, regione di Fès-Meknès. Conta una popolazione di 25 417 abitanti (censimento 2014).